# Fuchsia tilletiana
Opvallende winterbloeiende fuchsia uit de sectie Hemsleyella die voorkomt op grote hoogte in de Venezolaanse nevelwouden.

## Beschrijving
Fuchsia tilletiana is een bladverliezende soort die verdikte bladstengels of kleine knollen kan vormen. In het wild groeit hij als een epifyt, maar hij past zich goed aan de grond aan.

De roestkleurige, houtachtige twijgen worden vrij lang waarbij ze steun zoeken in de omgeving.

De bladeren zijn middelgroot en zitten tegenoverstaand. Wanneer de dagen korter worden vallen ze af. Daarna verschijnen de bloemen op de kale takken.

De lange hangende bloemen komen uit in trossen aan de uiteinden van de takken. De kleur is diep donkerrood dat verkleurt naar paarsrood. De lange kelkbladen krullen omhoog. De kroon ontbreekt.

Na de bloei vormt de plant langwerpige kersenrode vruchten die licht zoet zijn.

## Verspreiding
Deze fuchsia komt uit de koele Andes van Venezuela op een hoogte tussen 1600 en 2650 m. Hij geeft er de voorkeur aan gematigde temperaturen met koele nachten. Kenmerkend voor de hele sectie heeft de plant in zijn bergachtige habitat een seizoensgebonden leefwijze met de bloei in een droge winter zonder blad.

## Cultuur
De plant moet beslist overwinteren in een serre of een koude kas. Kou in combinatie met natte voeten zijn dodelijk voor de plant. Hij kan binnenshuis in een pot worden gekweekt, hoewel in de herfst en winter mogelijk koele nachten nodig zijn om de bloei te bevorderen. Meestal bloeien de planten in het voorjaar wanneer de dagen lengen.

Een losse, goed doorlatende grondmengeling, zoals half potgrond en half perliet, puimsteen of fijne schors, voldoet goed als zuinig wordt omgesprongen plantenvoeding.

Zoals de meeste fuchsia's geeft hij de voorkeur aan schaduw of gefilterd zonlicht.
... · 
F. arborescens · 
F. ×bacillaris · 
F. boliviana · 
F. excorticata · 
F. jimenezii · 
F. lycioides · 
F. magellanica · 
F. nigricans · 
F. pachyrrhiza · 
F. procumbens · 
F. simplicicaulis · 
F. splendens · 
F. tilletiana · 
...